# Reichenbach (Lein)
Der Reichenbach ist ein etwa 7 km langer Bach des Welzheimer Waldes nahe und auf der Grenze zwischen dem Rems-Murr-Kreis und dem Ostalbkreis von Baden-Württemberg. Nach etwa südsüdöstlichem Lauf mündet er etwa 3 km nordöstlich der Ortsmitte von Alfdorf und etwa 2 km südsüdwestlich der von Spraitbach von links in die mittlere Lein.

## Geographie

### Verlauf
Der Reichenbach entspringt auf etwa 547 m ü. NHN ungefähr 0,6 km südwestlich des Weilers Nardenheim der Gemeinde Gschwend. Diese in einer zwei Meter tiefen Hangnische aufstoßende und wohl ganzjährig schüttende Fließquelle inmitten einer Weide ist von einem kleinen Gehölz umgeben und liegt etwa 50 Meter östlich der L 1153 nach dem Dorf Hintersteinenberg von Alfdorf. Das Quellwasser wird zunächst zu einer Viehtränke geleitet und fließt dann in einem kleinen Graben durch die Weide nach Südosten ab.
Schon etwa 50 Meter weiter tritt er in den Gehrenwald ein, gut 200 Meter weiter läuft er etwa einen halben Meter breit in die größtenteils linksseits liegende Lichtung Steinwiese ein, in der bzw. an deren Rand er die nächsten etwa 300 Meter verläuft. Ab dort folgt dem bisher auf Alfdorfer Grund fließendem Bach recht genau die Gemeindegrenze von Aldorf zu Gschwend und er beginnt, sich zu schlängeln. Nach einem längeren Laufabschnitt zwischen Sandwald links und Gehrenwald rechts reicht die nächste Wiesenlichtung Sandfeld etwas bis übers rechte Ufer herüber. In einem kürzeren Waldabschnitt danach fließt von rechts das Gehrnbächle und wenig danach von Norden her das Brunnenbächle zu. Dieses ist nach Länge und Einzugsgebiet ein zweiter Oberlauf.
An diesem Zufluss auf etwa 469 m ü. NHN wendet sich der inzwischen etwa einen Meter breite Bach auf in der Folge südöstlichen bis südlichen Mäanderlauf lange zwischen den Gemeindegebieten von Spraitbach links und Alfdorf rechts, längstenteils läuft er deutlich näher an der linken Hangkante des Tales als an der rechten. Er ist bis zu einem Meter tief ins Gelände eingetieft, der Bachgrund ist lehmig bis sandig. Nach dem Bach aus der Schweinklinge, der zuunterst nahe an eine Lichtung grenzt, mündet ebenfalls von links her der Rinnenkastengraben erstmals durch auf ganzer Höhe offenes Terrain am Hang, er entspringt in zwei nahen Zweigen am Westrand des Dorfes Hinterlintal von Spraitbach unterhalb der dortigen steilen Schwarzjura-Stufenkante.
Auf etwas über einem Kilometer in geschlossenem Talwald danach wird der Bachlauf anfangs bis zu zwei Meter, gegen Ende bis zu sechs Meter breit. Von links mündet wieder ein Bach am offenen Hang, nunmehr von  Vorderlintal herab, während von rechts wenig danach der Bach aus dem Hasental mündet, nahe beim diesen zuletzt noch speisenden Luitenbrunnen. Teilweise gibt es nun bis zu meterhöhe Abstürze an auslaufenden Felsplatten auf dem Bachgrund, mancherorts liegen große Steinbrocken im Bett und brechen die Ufer ab.
In der Folge passiert der Reichenbach bald den Spraitbacher Wohnplatz Ölmühle am linken Ufer, den einzigen heute noch direkt am Bach liegenden Siedlungsplatz, über dem auf der linken Randhöhe nun das Dorf Spraitbach steht. Nach weniger als einem Kilometer wieder im Wald lichtet sich an einem rechts liegenden Jugendzeltplatz der rechte Unterhang, etwa 200 Meter westlich des Bachlaufs steht am Lichtungsrand zum Wald darüber der Alfdorfer Schotthof.
Neben dem dort fast gerade am linken Hangfuß fließenden Reichenbach zieht nun am rechten Hangfuß unter Bäumen ein mehr und mehr verlandendes Altwasser des Baches, auf einer topographischen Karte von 1932 noch der Hauptlauf. Nach dem Zufluss des Erlebächles zum Reichenbach, wo der Bach endgültig in die Spraitbacher Gemeindegemarkung eintritt, ziehen Bach und Altwasser an den Rändern einer beidseitigen Waldenge.
Etwa einen Viertelkilometer unterhalb des Erlebächles fließt der Reichenbach auf etwa 433 m ü. NHN ins gewöhnlich 2,8 ha große Hochwasserrückhaltebecken Reichenbach ein, das hinter einem über 14 Meter hohen Erddamm angestaut ist und normalerweise fast 100.000 m³ Wasser enthält, aber im Hochwasserfall fast achtmal soviel Volumen fassen kann. Links etwas über dem auch Reichenbachsee und Stausee Reichenbach genannten See steht heute die Spraitbacher Beutenmühle, sie wurde im Zuge des Beckenbaus vom Bachufer zum Unterhang hoch versetzt.
Unterhalb des Beckens fließt der Reichenbach stark mäandrierend durch geschlossenen Wald mit wenigen kleinen Auenlichtungen fast bis zur Mündung und nimmt dabei von links einige an Oberhangquellen entspringende kurze Gerinne auf. In den Leinaue mündet von links der letzte kurze Ziegelhüttenbach von links, weniger als hundert Meter weiter fließt der Reichenbach auf etwa 421 m ü. NHN von links der dort in einem breiten Auenwäldchen fließenden mittleren Lein zu.
Der Reichenbach mündet nach 6,9 km langem Lauf mit mittlerem Sohlgefälle von etwa 18 ‰ rund 126 Höhenmeter unterhalb seiner Hangfließquelle an der Kreisstraße zwischen Nardenheim und Hintersteinenberg.

### Einzugsgebiet
Das Einzugsgebiet des Reichenbachs ist 9,6 km² groß. Es gehört in Gänze zum Hinteren Welzheimer Wald, einem Teil des rechtsremsischen Unterraums Welzheimer Wald des Schurwald und Welzheimer Wald genannten Naturraums. Sein mit etwa 575 m ü. NHN höchster Punkt liegt nahe an seiner Nordspitze beim Wasserturm von Nardenheim. Es erstreckt sich in Luftlinie vom nördlichsten Punkt an der B 298 beim just außerhalb gelegenen Weiler Hetzenhof von Gschwend etwa 6,1 Kilometer weit südsüdostwärts bis zur Mündung, quer dazu ist es bis zu 2,6 km breit.
Sein Hauptteil ist eine rechts viel flacher ansteigende, tiefe Talmulde mit überwiegend Wald, in den einige Lichtungen eingestreut sind, während die Oberhänge, die Talkanten der Jura-Schichtstufe und die an sie angrenzenden Hochplateaustreifen fast ganz offen sind und außerhalb der sämtlich dort stehenden größeren Ortschaften meist beackert oder als Wiesen genutzt werden.
Das nördlichste Einzugsgebiet gehört mit einem Flächenanteil von etwas über 10 % zur Gemeinde Gschwend im Ostalbkreis, am übrigen haben die Gemeinde Spraitbach im selben Kreis überwiegend linksseits des Bachlaufs und die Gemeinde Alfdorf im Rems-Murr-Kreis trotz der Asymmetrie des Tales einen etwa gleichen Anteil, weil abwärts des von rechts zulaufenden Erlebächles das Einzugsgebiet bis zur rechten Wasserscheide hoch zu Spraitbach gehört und schon zuvor ein Gebietskeil von ihm auf die rechte Bachseite herüberragt.
Von Nord nach Süd liegen die folgenden Siedlungsplätze im Einzugsgebiet (G – Gschwend, S – Spraitbach, A – Alfdorf):
- Nardenheim (G), Weiler auf dem oberen Sporn zwischen oberstem Reichenbach und Brunnenbächle
- Hintersteinenberg (A), Dorf auf dem rechten Höhenplateau nahe der westlichen Wasserscheide
- Hinterlintal (S), Dorf auf dem linken Hochplateau auf der östlichen Wasserscheide
- Hafental (A), bachferner Hof am unteren rechten Hang
- Vorderlintal (S), Weiler auf dem linken Hochplateau auf der östlichen Wasserscheide, heute mit Spraitbach zusammengebaut
- Spraitbach (S), Dorf auf dem linken Hochplateau auf der östlichen Wasserscheide
- Kohlgehau (S), Wohnplatz am linken Oberhang unterhalb des nördlichen Spraitbach
- Ölmühle (S), Wohnplatz am linken Bachufer
- Vordersteinenberg (A), Dorf auf dem rechten Hochplateau fast ganz jenseits der westlichen Wasserscheide
- Schotthof (A), bachnaher Einzelhof am rechten Unterhang
- Berghaus (S), Einzelhof am linken Oberhang unterhalb des südlichen Spraitbach
- Beutenmühle (S), Einzelhof am linken Unterhang unterhalb der südlichen Ortsgrenze von Spraitbach; verlegt, stand bis vor dem Aufstau des Reichenbachsees am linken Bachufer
- Beutenhof (S), seenaher Weiler auf der südwestlichen Wasserscheide
- Ochsenbusch (S), seenaher neuerer Siedlungsplatz mit Ferienkolonie überwiegend jenseits der rechten Wasserscheide
- Weggenziegelhütte (S), Wohnplatz überwiegend jenseits der südöstlichen Wasserscheide

Reihum grenzen die Einzugsgebiete folgender Nachbargewässer an:
- Im Nordosten fließt der Schlechtbach zur „Gschwender“ Rot, die leinabwärts der Reichenbachmündung nach Täferrot in die Lein mündet;
- im Ostnordosten entwässern der Buckwaldbach, der Ringelbach und am tiefsten der Hirlenbach das Hochplateau um Spraitbach zur selben Rot;
- im Osten fließt der Spraitbach aus dem gleichnamigen Dorf zur Lein, er ist der nächstuntere Lein-Zufluss nach dem Reichenbach;
- im Südwesten läuft der nächstobere Krummbach zur Lein;
- jenseits der rechten und westlichen Wasserscheide von Vorder- bis hinauf nach Hintersteinenberg läuft der Obere Gellbach südwärts zu seiner noch höheren Mündung in die Lein;
- im Westnordwesten führen zwei namenlose Bäche und zuoberst der Krättenbach den Abfluss zur anderen Seite der dort noch Schwarze Rot genannten „Kaisersbacher“ Rot zu, die noch höher in die Lein einfließt.

### Zuflüsse und Seen
Hierarchische Liste einer Auswahl der Zuflüsse,  Seen und  Hochwasserrückhaltebecken von der Quelle zur Mündung. Gewässerlänge, Seefläche, Einzugsgebiet und Höhe nach den entsprechenden Layern auf der Onlinekarte der LUBW. Andere Quellen für die Angaben sind vermerkt.
Ursprung des Reichenbachs auf etwa 547 m ü. NHN 0,6 km südwestlich von Gschwend-Nardenheim nahe der L 1153 nach Alfdorf-Hintersteinenberg.
- Gehrnbächle, von rechts und Westen auf etwa 470 m ü. NHN im Waldgewann Fichtig, 1,1 km und ca. 0,6 km². Entspringt auf etwa 527 m ü. NHN in einem Talwaldvorsprung zwischen Höhenäckern und Bodenwiesen.
  - Spagenbächle, von rechts und Südwesten auf etwa 478 m ü. NHN am Nordrand der Waldlichtung Hagenwiese, über 0,4 km und ca. 0,1 km². Entspringt auf etwa 537 m ü. NHN am Südrand des Waldes zum Flurkeil Mosing.
- Brunnenbächle, von links und Nordnordwesten auf etwa 469,3 m ü. NHN[LUBW 7] zwischen den Waldgewannen Fichtig und Spägle am Dreiländereck der Gemeinden Alfdorf, Gschwend und Spraitbach, 1,3 km und ca. 0,9 km². Entsteht auf etwa 508 m ü. NHN östlich-unterhalb von Nardenheim im Talwald. Länge und Teileinzugsgebiet des Brunnenbächles stehen den entsprechenden Wertes des Reichenbachs selbst bis zum Zufluss nur wenig nach.
- (Bach aus der Schweinklinge)[LUBW 8], von links und Nordosten auf etwa 463 m ü. NHN nordwestlich von Spraitbach-Hinterlintal, 0,7 km und ca. 0,2 km². Entsteht auf etwa 535 m ü. NHN im Waldgewann Riedwiesen.
- Rinnenkastengraben, von links und Osten auf etwa 460 m ü. NHN am Fuß einer heckenbewachsenen Steilböschung unmittelbar westlich von Hinterlintal, 0,6 km und ca. 0,3 km². Entsteht auf etwa 523 m ü. NHN am Westrand von Hinterlintal.
  - (Anderer Oberlauf), von links und Westsüdwesten auf etwa 463 m ü. NHN kurz vor der Mündung des Rinnenkastengrabens, 0,5 km und über 0,1 km². Entsteht auf etwa 530 m ü. NHN unter derselben Steilböschung.
- Sägemühlbächle, von rechts und Westnordwesten auf 452,6 m ü. NHN[LUBW 7] etwa 0,5 km östlich von Alfdorf-Hafental, 1,4 km und ca. 1,0 km². Entsteht auf etwa 500 m ü. NHN im Hangwald Schliffreute etwa 0,5 km ostsüdöstlich von Alfdorf-Hintersteinenberg.
  -  Durchfließt auf etwa 466 m ü. NHN einen Teich nordöstlich von Hafental, etwa 4 Ar.
- (Bach von Vorderlintal herab), von links und Nordosten auf etwa 445 m ü. NHN etwa 0,4 km bachaufwärts der Ölmühle von Spraitbach, 0,9 km und ca. 0,5 km². Entsteht auf etwas über 530 m ü. NHN am Westrand von Spraitbach-Vorderlintal.
- (Waldbach durch das Hafental)[LUBW 9], von rechts und Nordwesten auf etwa 444 m ü. NHN etwa 50 Meter nach dem vorigen, 1,3 km und ca. 1,2 km². Entsteht auf etwa 475 m ü. NHN im Oberen Hafentalwald etwa 0,9 km südöstlich von Hintersteinenberg.
  -  Passiert einen Waldteich am rechten Hangfuß auf etwa 455 m ü. NHN, 14 Ar.
  - (Waldbach aus dem Sägmühlenwald), von rechts und Südosten auf etwa 452 m ü. NHN, 0,5 km und ca. 0,1 km². Entsteht auf etwa 480 m ü. NHN ca. 0,7 km ostnordöstlich der Ortsmitte von Alfdorf-Vordersteinenberg.
  - Nimmt einen Steinwurf vor der Mündung von links den Abfluss des Luitenbrunnens auf, der auf etwa 450 m ü. NHN am Unterhang entspringt.
- (Waldbach aus der Schwarzen Lache), von rechts und Westsüdwesten auf etwa 452 m ü. NHN etwa 100 Meter bachaufwärts der Ölmühle, 0,6 km und über 0,2 km². Entsteht auf etwa 463 m ü. NHN in der Schwarzen Lache.
- Hagenbuch (?), von links und Osten auf etwa 439 m ü. NHN etwa 150 Meter vor dem Jugendzeltplatz beim Alfdorfer Schotthof, 0,5 km und unter 0,3 km².
  -  Entfließt auf etwa 518 m ü. NHN einem Teich am Westrand von Spraitbach am Kohlweg, 8 Ar.
- (Bach aus dem Kesselwald), von rechts und Westen auf 437,7 m ü. NHN[LUBW 7] am Jugendzeltplatz, 0,8 km und ca. 0,5 km². Entsteht auf etwa 462 m ü. NHN im Kesselwald.
- Erlebächle (!), von rechts und Westen auf etwa 428 m ü. NHN südöstlich des Schotthofs, 0,5 km und unter 0,2 km². Entsteht auf etwa 485 m ü. NHN im Waldgewann Erlet (!) etwa 0,3 km nordwestlich von Spraitbach-Beutenhof. Grenzbach zwischen den Gemeindegebieten von Alfdorf und des bachabwärts auch auf die rechte Seite des Reichenbachs herüberreichenden Spraitbach.
- Passiert einen Waldteich auf etwa 462 m ü. NHN am rechten Hang nahe dem Beutenhof, 5 Ar.
- Durchfließt auf gewöhnlich 433 m ü. NHN[LUBW 7] das Hochwasserrückhaltebecken Reichenbach, auch Reichenbachsee oder Stausee Reichenbach genannt, südwestlich unter der an den Hang versetzten ehemaligen Beutenmühle von Spraitbach, im Dauereinstau etwa 2,8 ha. Das  1959 eingerichtete Becken hält hinter seinem 14,2 m hohen Erddamm gewöhnlich 98.000 m³ Wasser zurück, im Hochwasserfall bis zu 669.000 m³ mehr. Der Abfluss wird gesteuert.[LUBW 10]
- (Hangbach), von links und Nordosten auf etwa im Stausee Reichenbach, 0,4 km und unter 0,2 km². Entspringt auf etwa 490 m ü. NHN einer Hangquelle weniger als 200 Meter südöstlich von Spraitbach-Berghaus und durchfließt, dort schon verdolt, das Gelände der heutigen Beutenmühle.
- Ziegelhüttenbach, von links und Ostsüdosten auf etwa 422 m ü. NHN 100 Meter vor der Reichenbachmündung, ca. 0,6 km[LUBW 11] und unter 0,1 km². Entsteht auf etwa 468 m ü. NHN bei Spraitbach-Weggenziegelhütte.

Mündung des Reichenbachs  von links und zuletzt Norden auf etwa 421 m ü. NHN zwischen Alfdorf-Tennhöfle und Spraitbach-Leinhäusle in die mittlere Lein. Der Reichenbach ist 6,9 km lang und hat ein 9,6 km² großes Einzugsgebiet.

## Geologie
Das Tal des Reichenbach liegt zwischen zwei südwärts ziehenden Schwarzjura-Höhenplateaus, das rechtsseitige reicht bis etwa zum Höhendorf Vordersteinenberg und das linksseitige bis nahe an die Mündung. Auf dem linksseitigen liegt zwischen Hinter- und Vorderlintal eine Schichtinsel aus Arietenkalk, überall sonst ist der Verebnungsbildner der darunter liegende Angulatensandstein, an der Hangkante streicht darunter oft ein schmaler Streifen von Psilonotenton aus.
Unter dieser tiefsten Juraschicht beginnt dann der Mittelkeuper mit einem etwas breiteren Oberhangstreifen von Knollenmergel (Trossingen-Formation). Tiefer in der Talmulde und damit im größten Teil des Einzugsgebietes steht dann überall Stubensandstein (Löwenstein-Formation) an.
Am deutlich steileren linken Talhang sind die Schichten unterhalb des Angulatensandsteins am Ober-, teils am Mittel- und vereinzelt sogar am Unterhang längstenteils mit abgerutschten Schollen höherer Schichten überlagert. Teilweise überlagert auf den Hochplateaus Lösssediment aus dem Quartär die genannten mesozoischen Schichten. Der Reichenbach läuft schon früh in einem Sedimentband aus Auenlehmen.

## Natur und Schutzgebiete
Am oberen Reichenbach, vor allem aber in den Nebentälern gibt es einige als Naturdenkmale geschützte Feuchtwiesen. Der Norden und der Süden des Einzugsgebiets liegen in zwei großen Wasserschutzgebieten. Auf den letzten paar hundert Metern bis zur Mündung fließt der Reichenbach im Naturschutzgebiet Leintal zwischen Leinecksee und Leinhäusle. Der weit überwiegende Teil des Einzugsgebietes, ausgenommen fast nur bebautes Gebiet, liegt im Landschaftsschutzgebiet Welzheimer Wald mit Leintal, das gesamte im Naturpark Schwäbisch-Fränkischer Wald.

## Tourismus
Ein vom Hagberg westlich von Gschwend kommender, mit blauem Strich markierter Wanderweg des Schwäbischen Albvereins tritt bei Nardenheim ins Einzugsgebiet ein, läuft auf dem Sporn zwischen oberstem Reichenbach und Brunnenbächle zu dessen Zufluss herunter und folgt dann dem Reichenbach meist in der Talmulde bis zur Mündung. Anschließend läuft er das Leintal hinab. Ein mit blauem Kreuz markierter Wanderweg desselben Vereins aus Gschwend führt durchs Brunnenbächletal zu ihm.
Zwei Zweige des Leintal-Radwegs queren den Reichenbach unterhalb des Rückhaltebeckens und kurz vor der Mündung.

### LUBW
Amtliche Online-Gewässerkarte mit passendem Ausschnitt und den hier benutzten Layern: Lauf und Einzugsgebiet des Reichenbachs

Allgemeiner Einstieg ohne Voreinstellungen und Layer: Daten- und Kartendienst der Landesanstalt für Umwelt Baden-Württemberg (LUBW) (Hinweise)
1. 1 2 3 4 5  Höhe nach dem Höhenlinienbild auf dem Hintergrundlayer Topographische Karte.
2. 1 2  Länge nach dem Layer Gewässernetz (AWGN).
3. 1 2  Einzugsgebiet nach dem Layer Basiseinzugsgebiet (AWGN).
4. ↑  Natur teilweise nach dem Layer Geschützte Biotope.
5. ↑  Seefläche nach dem Layer Stehende Gewässer.
6. ↑  Einzugsgebiet abgemessen auf dem Hintergrundlayer Topographische Karte.
7. 1 2 3 4  Höhe nach grauer Beschriftung auf dem Hintergrundlayer Topographische Karte.
8. ↑  Der Bach selbst ist auf keiner der konsultierten topographischen Karten beschriftet, „Schweinsklinge“ nach den Gewässerlayern Gewässernetz und Gewässername ist also offenbar ein vom Talnamen abgeleiteter Notname. Der Talname ist aber übereinstimmend nach
  - dem Hintergrundlayer Digitale Topographische Karte,
  - dem Meßtischblatt 7024 Gschwend von 1904 in der Deutschen Fotothek
  - den Layern Rad, Wandern & Freizeit sowie WMS LGL-BW ATKIS Digitale Topographische Karte 1:25.000 von Geoportal Baden-Württemberg (Hinweise)

nicht „Schweinsklinge“, sondern „Schweinklinge“.
9. ↑  Der Bach selbst ist auf keiner der konsultierten topographischen Karten beschriftet, „Luidenbrunnen“ nach den Gewässerlayern Gewässernetz und Gewässername also vermutlich ein von der kurz vor der Mündung linksseits liegenden Quelle „Luitenbrunnen“ (!) abgeleiteter metonymischer Notname. Der Talname ist übereinstimmend nach den gängigen topographischen Karten „Hafental“. In der Beschreibung des den Mündungsort des Seitenbaches umfassenden Biotops längs des Reichenbaches wird der offenbar dort gemeinte Zufluss einmal „Hasenbach“ genannt, vielleicht in Missinterpretation des „f“ als „ſ“ (langes S), das aber auf
  - dem Meßtischblatt 7124 Gmünd von 1932 in der Deutschen Fotothek

anders als andere Verwendungen der ſ-Type auf diesem Kartenblatt den vollen Querbalken des kleinen Fs hat. Ob der Seitenbach also vielleicht den korrigierten Namen „Hafenbach“ hat, kann angesichts der anderen beobachteten Ungenauigkeiten wohl mit Grund bezweifelt werden.
10. ↑  Daten des Hochwasserrückhaltebeckens nach dem Layer Stauanlage.
11. ↑  Länge nach dem Layer Gewässernetz (AWGN), ergänzt um ein kleines, auf der Gewässerkarte nicht berücksichtigtes Anfangsstück, das auf dem Hintergrundlayer Topographische Karte abgemessen wurde.
12. ↑  Schutzgebiete nach den einschlägigen Layern.

### Andere Belege
1. ↑  Modellierte Werte nach Abfluss-BW Gewässerknoten MQ/MNQ
2. ↑  Hansjörg Dongus: Geographische Landesaufnahme: Die naturräumlichen Einheiten auf Blatt 171 Göppingen. Bundesanstalt für Landeskunde, Bad Godesberg 1961. → Online-Karte (PDF; 4,3 MB)
3. ↑  Geologie nach den Layern zu Geologische Karte 1:50.000 auf: Mapserver des Landesamtes für Geologie, Rohstoffe und Bergbau (LGRB) (Hinweise)